# Rodrigo Villagra
Rodrigo Villagra, né le 14 février 2001 à Morteros en Argentine, est un footballeur argentin qui évolue au poste de milieu défensif au CSKA Moscou.

## Biographie

### Rosario Central
Né à Morteros en Argentine, Rodrigo Villagra est formé par le Rosario Central. Il joue son premier match en professionnel le 5 avril 2019, lors d'un match de Copa Libertadores contre le Club Libertad. Il est titularisé et son équipe s'incline par deux buts à zéro. Deux jours plus tard il fait sa première apparition en championnat, contre le CA Independiente, en entrant en jeu à la place de Maximiliano Lovera. Rosario Central s'incline cette fois par deux buts à un.

### CA Talleres
Le 5 août 2021, Rodrigo Villagra s'engage en faveur du CA Talleres. Il signe un contrat courant jusqu'en décembre 2025. Il joue son premier match sous ses nouvelles couleurs le 7 août 2021, contre le CA Banfield. Il entre en jeu à la place de Carlos Auzqui (en) et son équipe s'impose (0-1 score final).

### River Plate
Le 4 février 2024, Rodrigo Villagra rejoint River Plate. Il signe un contrat courant jusqu'en décembre 2027.
Il fait sa première apparition pour River Plate le 8 février 2024, contre le CA Excursionistas (en) en coupe d'Argentine en entrant en jeu. Son équipe s'impose par trois buts à zéro,.

### En sélection
En mars 2019, Rodrigo Villagra est convoqué avec l'équipe d'Argentine des moins de 20 ans.

## Vie privée
Rodrigo Villagra est le frère de Cristian Villagra, lui aussi footballeur.